# 海拉卡恩迪
海拉卡恩迪（Hailakandi），是印度阿萨姆邦Hailakandi县的一个城镇。总人口29634（2001年）。

## 人口
该地2001年总人口29634人，其中男性15090人，女性14544人；0—6岁人口3251人，其中男1627人，女1624人；识字率76.94%，其中男性为80.44%，女性为73.29%。